# Lobesrode (Wüstung)
Lobesrode wurde 1216 erstmals als Lovesrot urkundlich erwähnt und war ein zwischen 1347 und 1352 wegen der Pest-Epidemien aufgegebenes Stiftsdorf des Klosters Kaufungen in der Söhre bei Kassel. Bekannt ist, dass die Kapelle St. Juliane erstmals 1304 urkundlich erwähnt wurde, aber wahrscheinlich älteren Datums war. Die Kapelle lag an einem frühmittelalterlichen Höhenweg, der als Breiter Weg bezeichnet wurde, und war verbunden mit einer Gastwirtschaft noch viele Jahre Wallfahrtsort. Ab 1550 verschwand der Name und die Geschichte aus den mündlichen Überlieferungen.
Heute sind noch die Ruine des Glockenborn und die Ruine Stückkirchen erhalten. Die Gemarkung wird heute daher als Forstort Stückkirchen bezeichnet und ist ein touristisches Ziel für Wanderer.

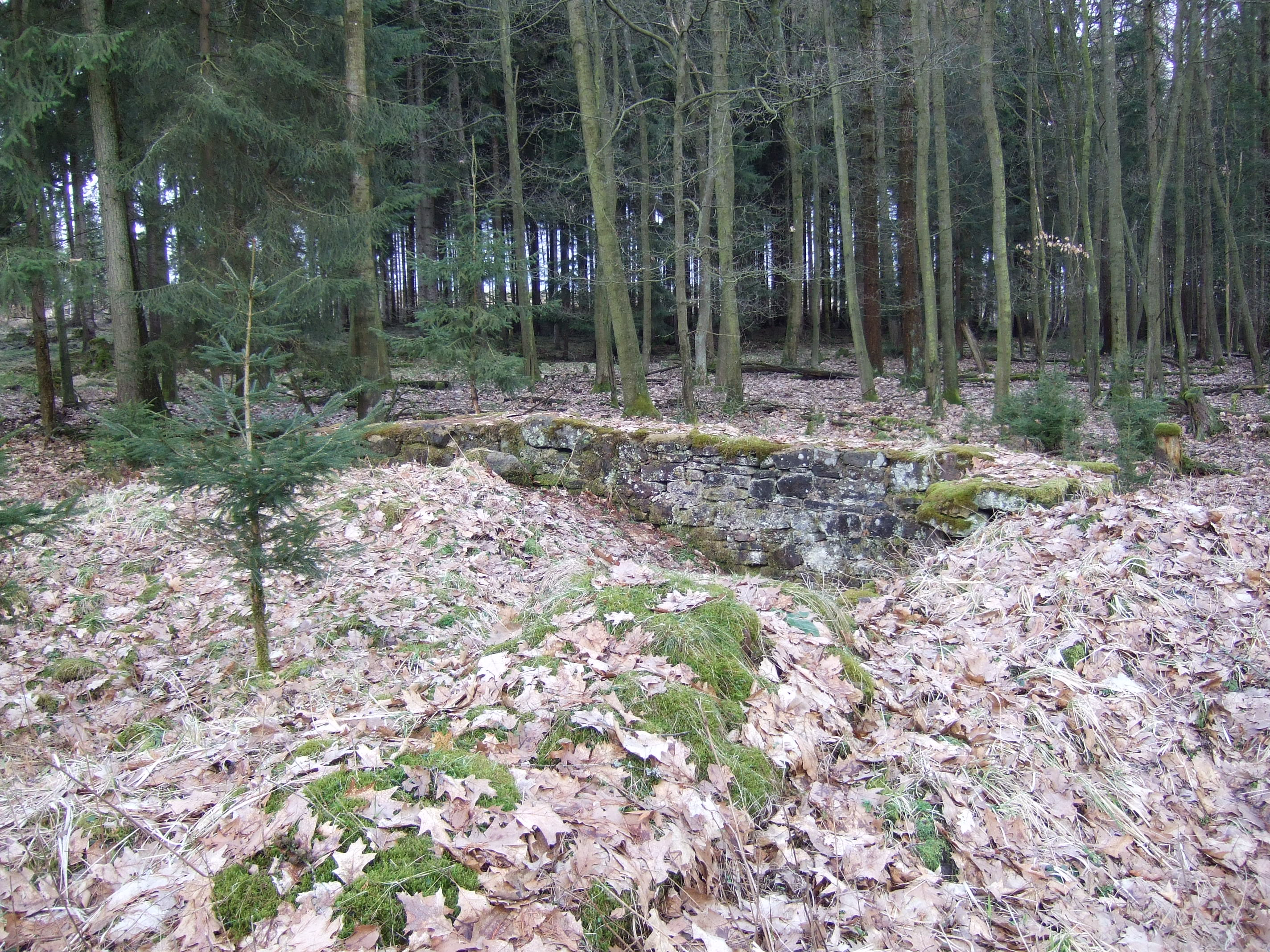
Blick über die Ruine Stückkirchen
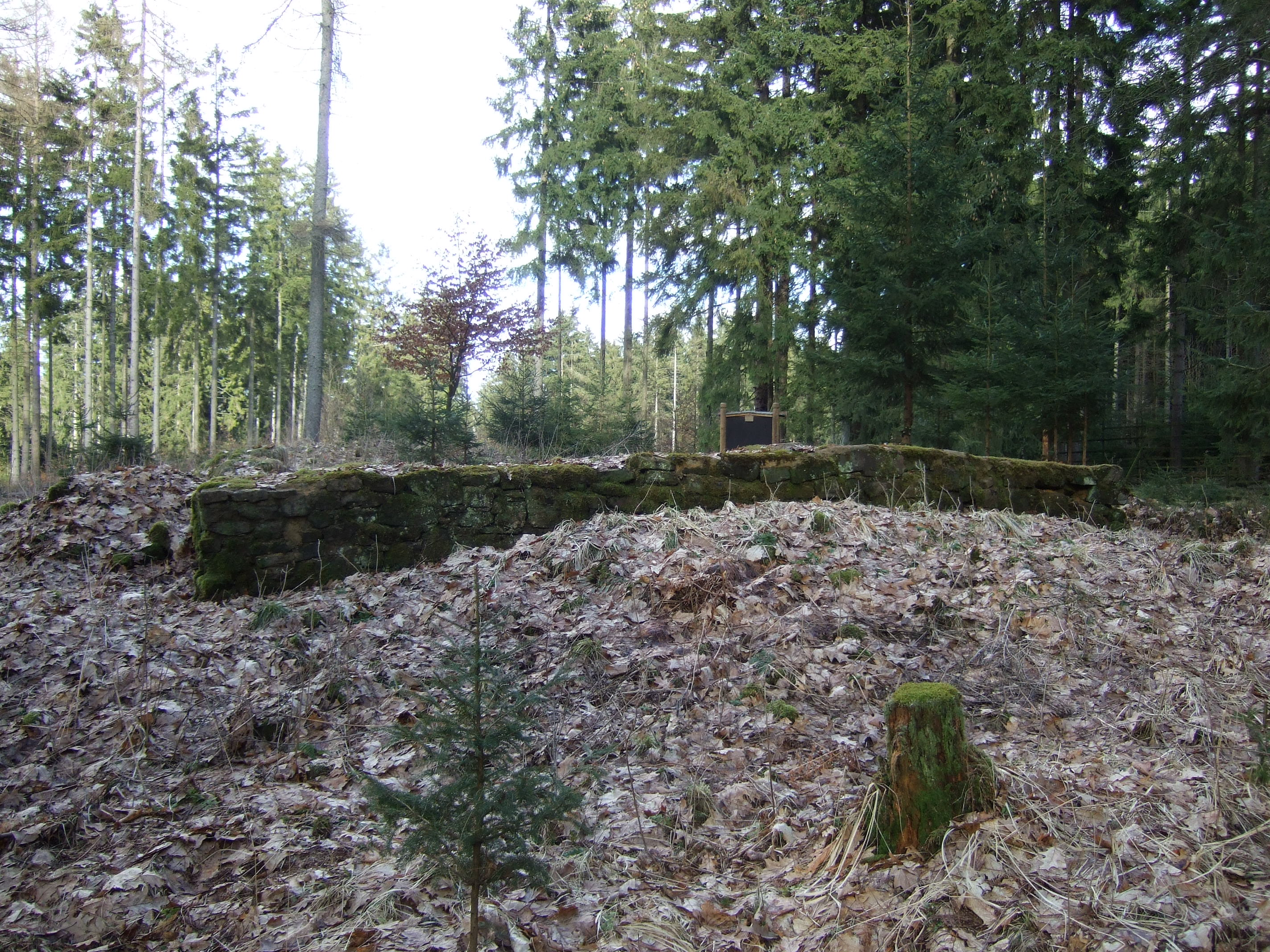
Mauerreste der Ruine Stückkirchen

## Historische Ortsnamen
Lovesrot, (1216); curia in Lovesrode, (1219); in parvo Lubesrode, (1318); capella s. Juliane sita in monte Lubisrade in silva quadam prope opidum Lichtenauwe, (1431); Hessenhayn bober Lubesrade (Karthause)